# Émile Pierre Joseph Storms
Pour les articles homonymes, voir Storms.
Émile Storms, né le 2 juin 1846 à Wetteren (Belgique) et mort le 12 janvier 1918 à Bruxelles, est un général-major au sein de l'Armée belge et un explorateur. Il est connu pour avoir mené campagne entre 1882 et 1885 en Afrique de l'Est, commandant de la quatrième expédition de l'Association internationale africaine, créée sous l'impulsion de Léopold II pour explorer et conquérir le territoire qui deviendra en 1885 l'État indépendant du Congo. 

## Biographie

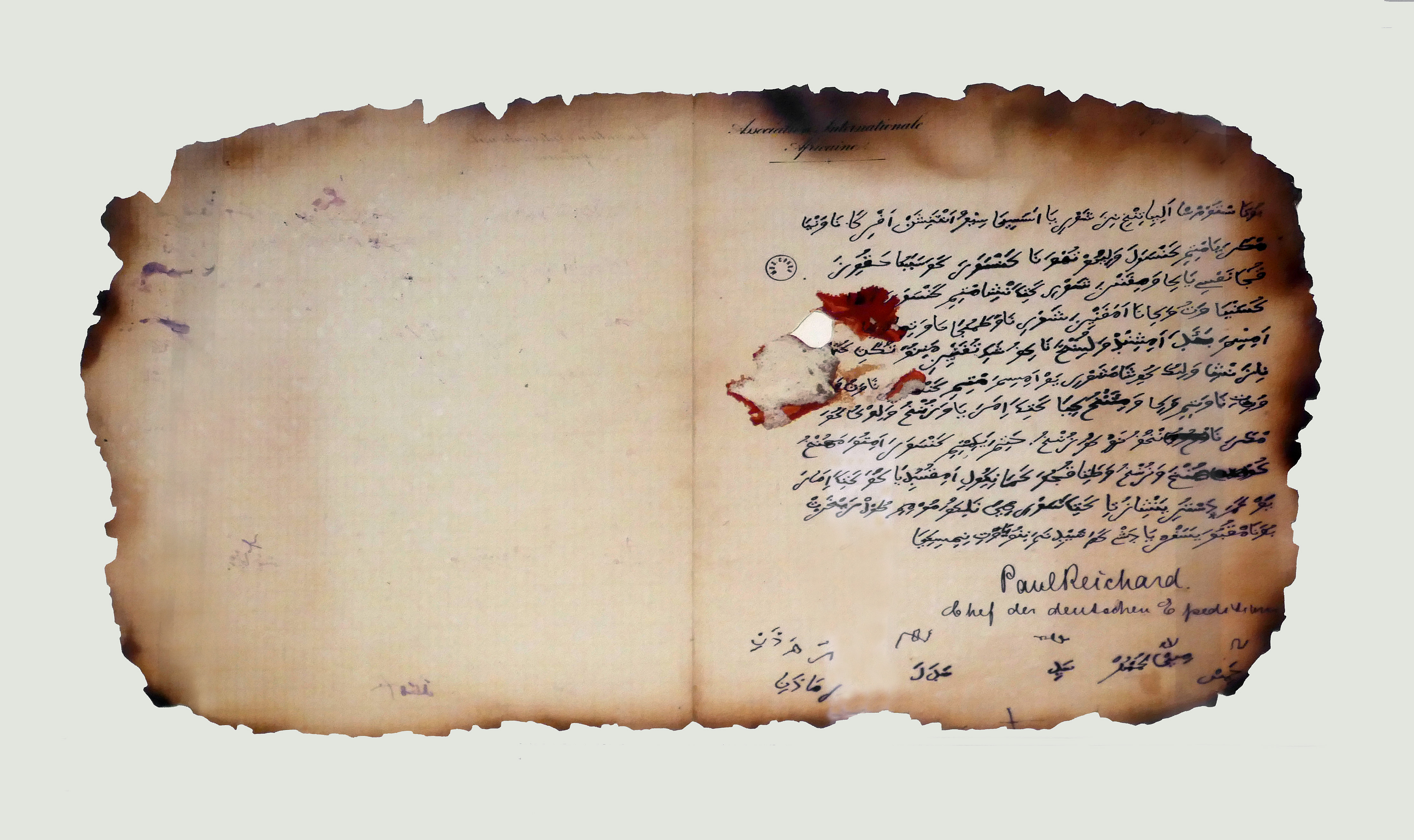
Acte de soumission d'un chef congolais au lieutenant Storms.

Émile Pierre Joseph Storms, né le 2 juin 1846 à Wetteren, est le fils de Baptiste Storms, commis des accises, et d'Hélène Manset. Il se marie à Ixelles le 26 juin 1889 avec Henriette Dessaint.
À quinze ans, il s'engage comme simple soldat dans l'armée belge en 1861 dans le 5e régiment de Ligne. En juillet 1870, il est promu sous-lieutenant au 10e régiment de Ligne. Il est admis à l'École de guerre et en sort breveté adjoint d'état-major en décembre 1881. 
Il se met au service de l'Association Internationale du Congo (AIC) en février 1882. Il commande la quatrième expédition d'exploration partant de la côte orientale de l'Afrique. Il traverse ainsi la Tanzanie actuelle d'est en ouest et parvient après diverses péripéties à Karéma sur la rive orientale du lac Tanganyka. À la suite d'attaques de Yassagulas, il détruit le village de Karéma obtient la soumission de son chef. Il se réinstalle dans Karéma entouré de murs qui devient le Fort Léopold. En avril 1883, il soumet après quelques combats le village de Katwaka. Passant sur la rive occidentale du lac Tanganyka, il fonde le poste de M'pala (renommée Albertville et actuellement Kalemie) au bord du lac Tanganyika, en plein territoire Tabwa. Il fortifie ce poste, l'entourant de murailles pour le protéger des incursions arabes. 
D'après ses propres notes, les campagnes menées par Storms et ses hommes n'ont pas été sans violences. Storms s'attribue notamment l'exécution du chef de clan Lusinga Lwangombe. Certains ont plaidé que Lusinga était un esclavagiste, mais selon l'historien Michel Bouffioux, l'argument est faible étant donné que les principaux alliés de Storms dans la région pratiquaient également l'esclavagisme. Le 4 décembre 1884, lorsque Storms apprit que Lusinga se préparait à attaquer M'pala, il réussit à arriver jusqu'à la forteresse de Lusinga où ce dernier fut abattu. Sa tête fut prise : « Je fais apporter la tête de Lusinga au milieu du cercle. Je dis : ‘Voilà l’homme que vous craigniez hier. Cet homme est mort parce qu’il a toujours cherché à détruire la contrée et parce qu’il a menti à l’homme blanc ». Cette journée du 4 décembre 1884 fit 60 morts et 125 prisonniers. Elle causa la disparition de plusieurs villages. La mort violente de Lusinga aboutit aussi à la reddition de nombreux chefs des territoires à l’ouest du Tanganyika, région que le général Storms domina pendant environ deux ans avant de rentrer en Belgique.
En décembre 1885, la station de Karéma est attribuée à l'Allemagne en vertu des décisions prises à la Conférence de Berlin. Déçu de cet abandon, Storms démissionne de son poste à l'AIC et retourne en Europe en rejoignant la côte est de l'Afrique.
En décembre 1888, le capitaine Storms se voit confier le commandement de l'expédition anti-esclavagiste belge au lac Tanganyka par la Société anti-esclavagiste belge. Un corps spécial de volontaires est constitué et envoyé sur le lac Tanganyka en partant de l'est de l'Afrique. Cette expédition aboutit à divers succès contre le chef esclavagiste Rumaliza.
Par la suite, il reprend du service dans l'armée belge, capitaine-commandant en 1894, lieutenant-colonel commandant le régiment des grenadiers en 1900, colonel commandant la 8e brigade d'infanterie en 1905 et atteignant le grade de général-major en 1906. En 1908, il est le commandant militaire de la province de Brabant. Il prend sa pension de l'armée en 1909. 
Il était directeur de l'œuvre anti-esclavagiste, membre d'honneur de la Société royale belge de géographie (en 1901), membre du Comité de l'Union philanthropique coloniale et vice-président du Cercle africain.
À la suite de son décès le 12 janvier 1918 à Bruxelles, il est inhumé au cimetière de Laeken.

## Collection ramenée en Belgique

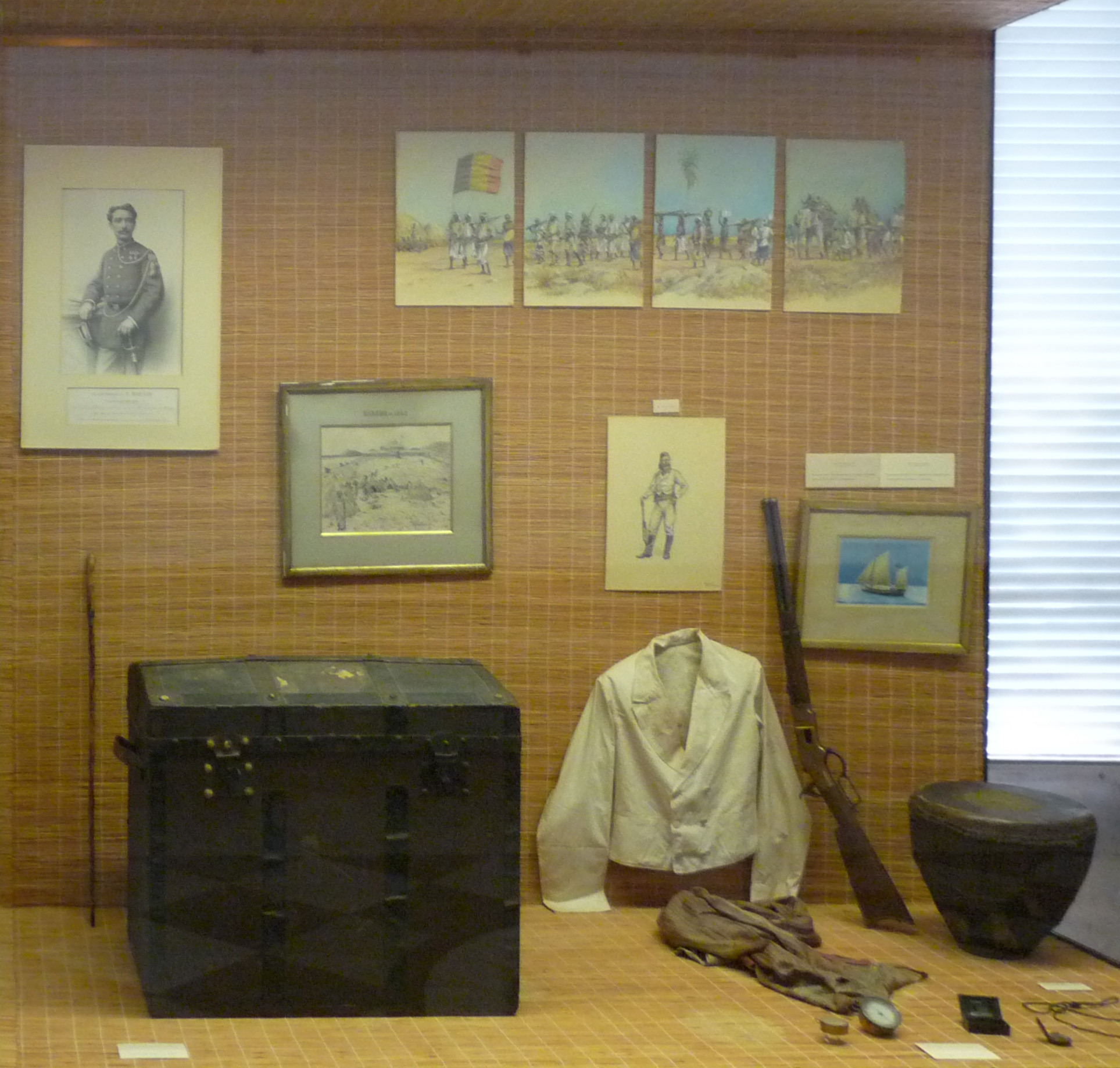
Vitrine au Musée royal de l'Afrique centrale (2012).

De ses explorations et conquêtes, Storms a ramené de nombreux objets et artefacts en Belgique, y compris des restes humains, comme le crâne du marchand d'esclaves Lusinga. Considérés comme objets d'études, cette collection est conservée par les musées royaux belges : le Musée royal de l'Afrique centrale de Tervuren et le Muséum des sciences naturelles. En 2018, une enquête journalistique parue dans le magazine Paris Match dénonçait la présence de ces objets ramenés dans le cadre de conquêtes violentes et de pillages, et militait pour le retour au Congo de cette collection, ainsi que pour l'arrêt de la considération des restes humains comme collection muséale. Au centre de cet article, la question du crâne de Lusinga, potentiellement perdu dans les réserves du Musée royal des Sciences Naturelles, a suscité plusieurs réactions citoyennes et politiques. Ainsi, le gouvernement belge, par l'intermédiaire de la secrétaire d'État à la Politique scientifique, s'est prononcé en faveur du retour des restes humains du marchand d'esclaves.

## Hommages, distinctions et controverses
En juillet 1921, un monument portant son buste en bronze, œuvre du sculpteur belge Marnix D'Haveloose (nl), est inauguré au Square de Meeûs par le bourgmestre Buyl d'Ixelles. Il est dérobé durant la Seconde Guerre mondiale. En 1948, un buste en marbre, œuvre du même Marnix d'Haveloose, est réinauguré par le bourgmestre Eugène Flagey. Le 28 mai 2020, les autorités communales annoncent toutefois que celui-ci serait déplacé sous peu au Musée royal de l'Afrique centrale en vue d'être « contextualisé ». Le 13 juin 2020, le buste du général Storms est aspergé de peinture rouge,. Le 30 juin 2022, le buste est retiré sans permis d'urbanisme sur ordre du bourgmestre Ecolo d'Ixelles,,. Ce permis est toutefois accordé ultérieurement dans une décision qui mentionne « qu'une figure aussi brutale que Storms n'a pas sa place dans l'espace public ».
Une rue est dédiée au général Storms dans la commune de Florennes (Belgique) et une vitrine lui était consacrée au Musée royal de l'Afrique centrale, avant sa rénovation entamée en 2013.
Il a reçu les distinctions suivantes :
- Commandeur de l'ordre de Léopold (Belgique).
- Croix militaire de première classe (Belgique).
- Officier de l'ordre royal du Lion en 1910 (État indépendant du Congo).
- Étoile de Service du Congo en 1889 (État indépendant du Congo).
- Médaille commémorative de la campagne de 1870.

Le Monument au Général Storms au square de Meeûs
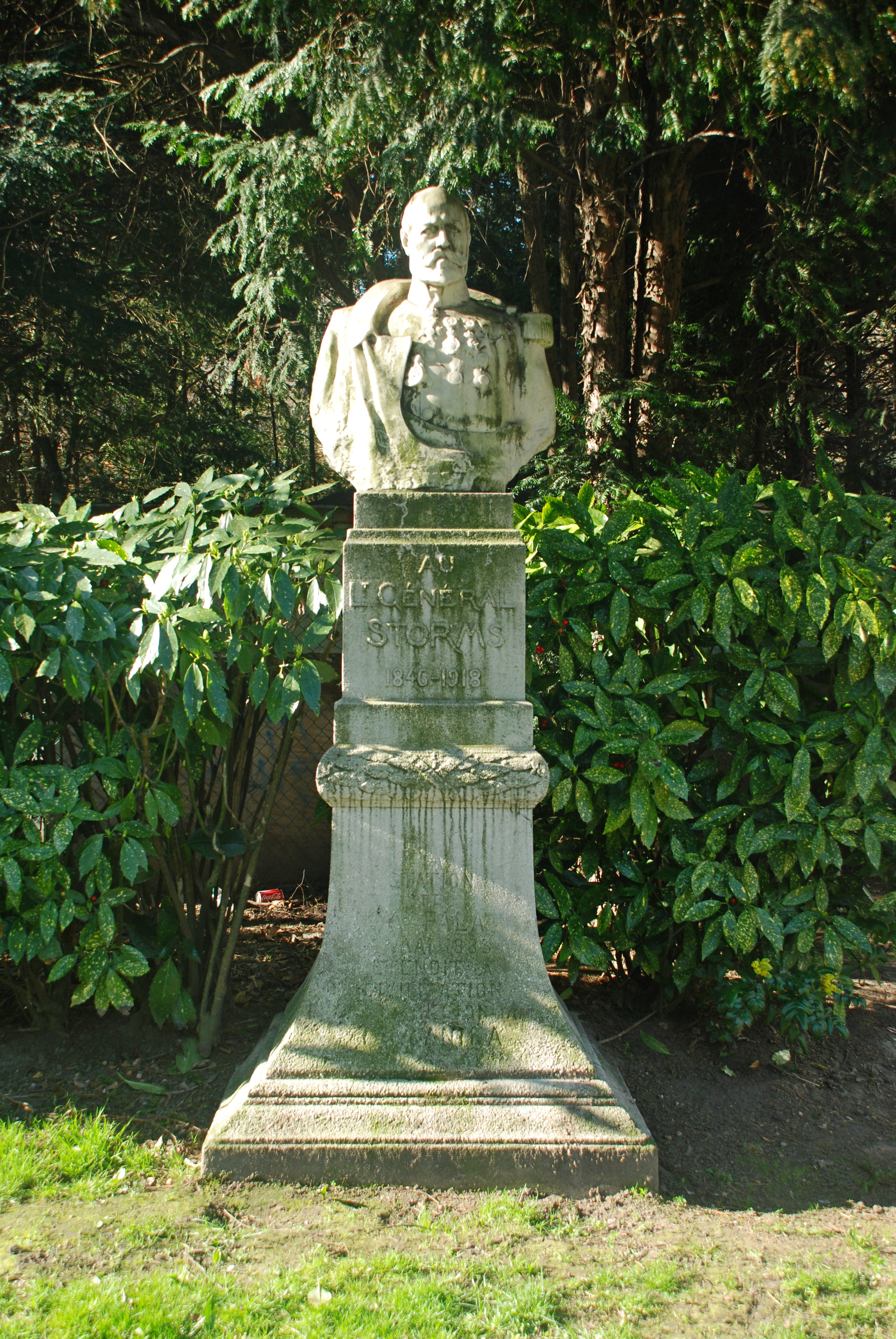
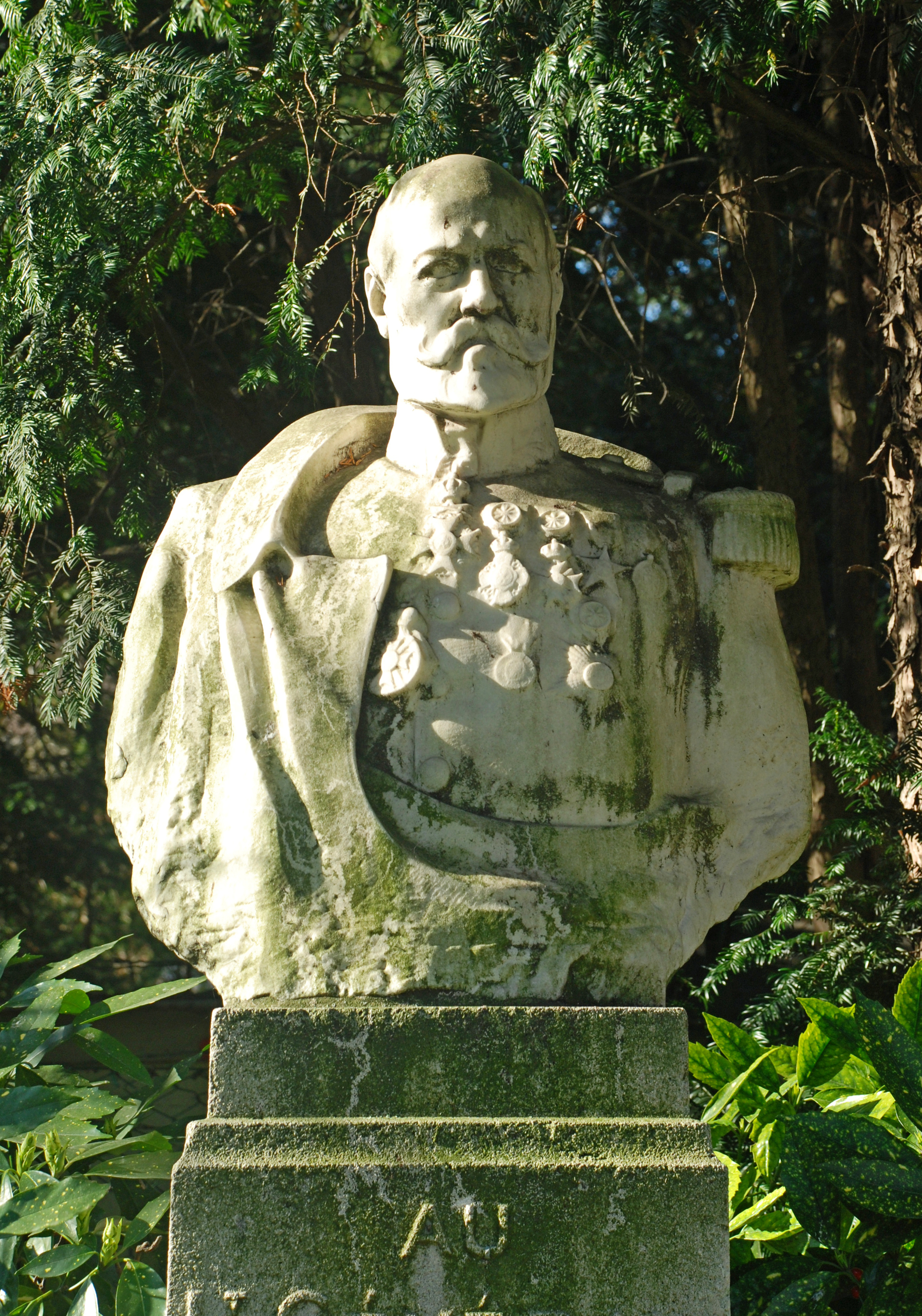
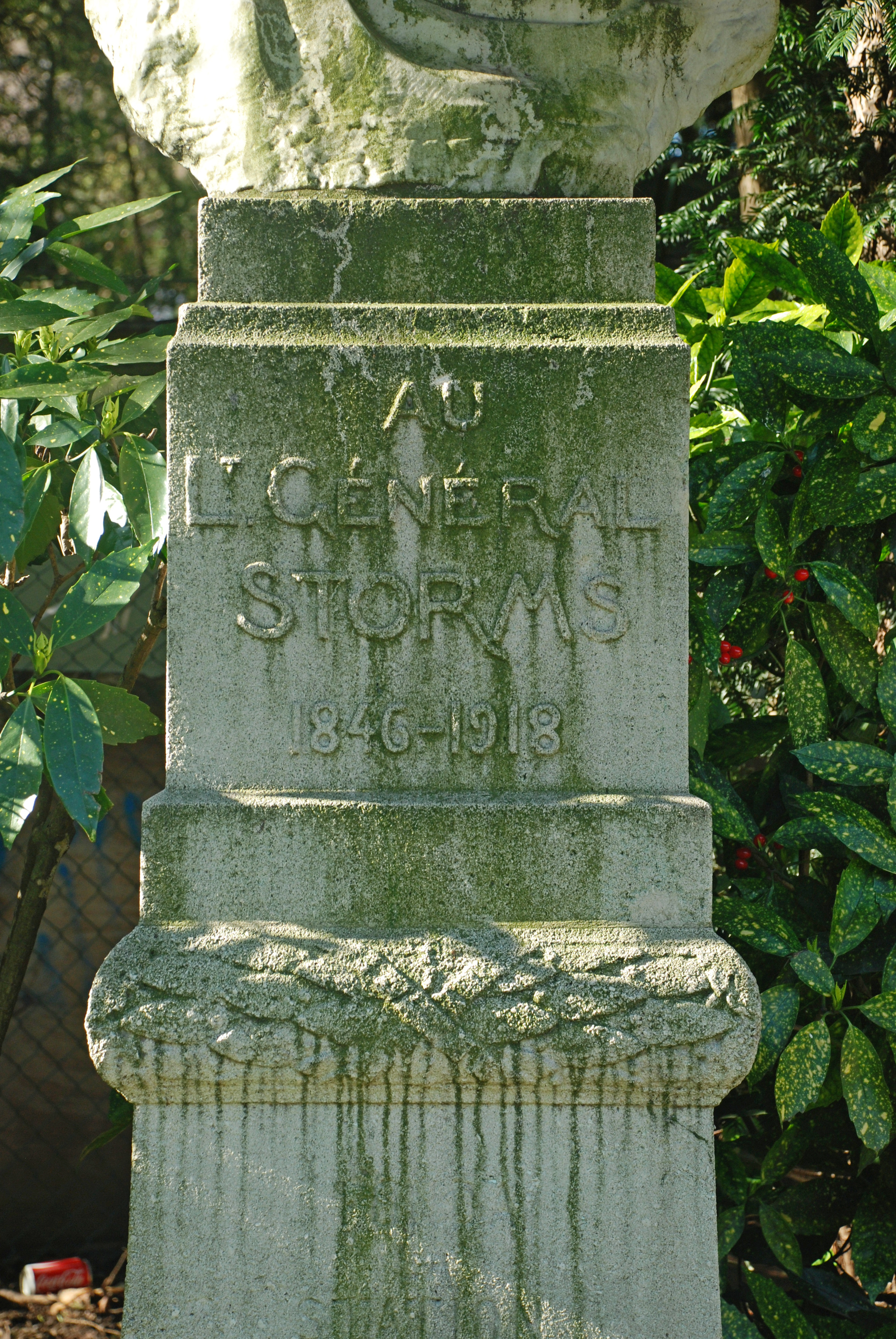
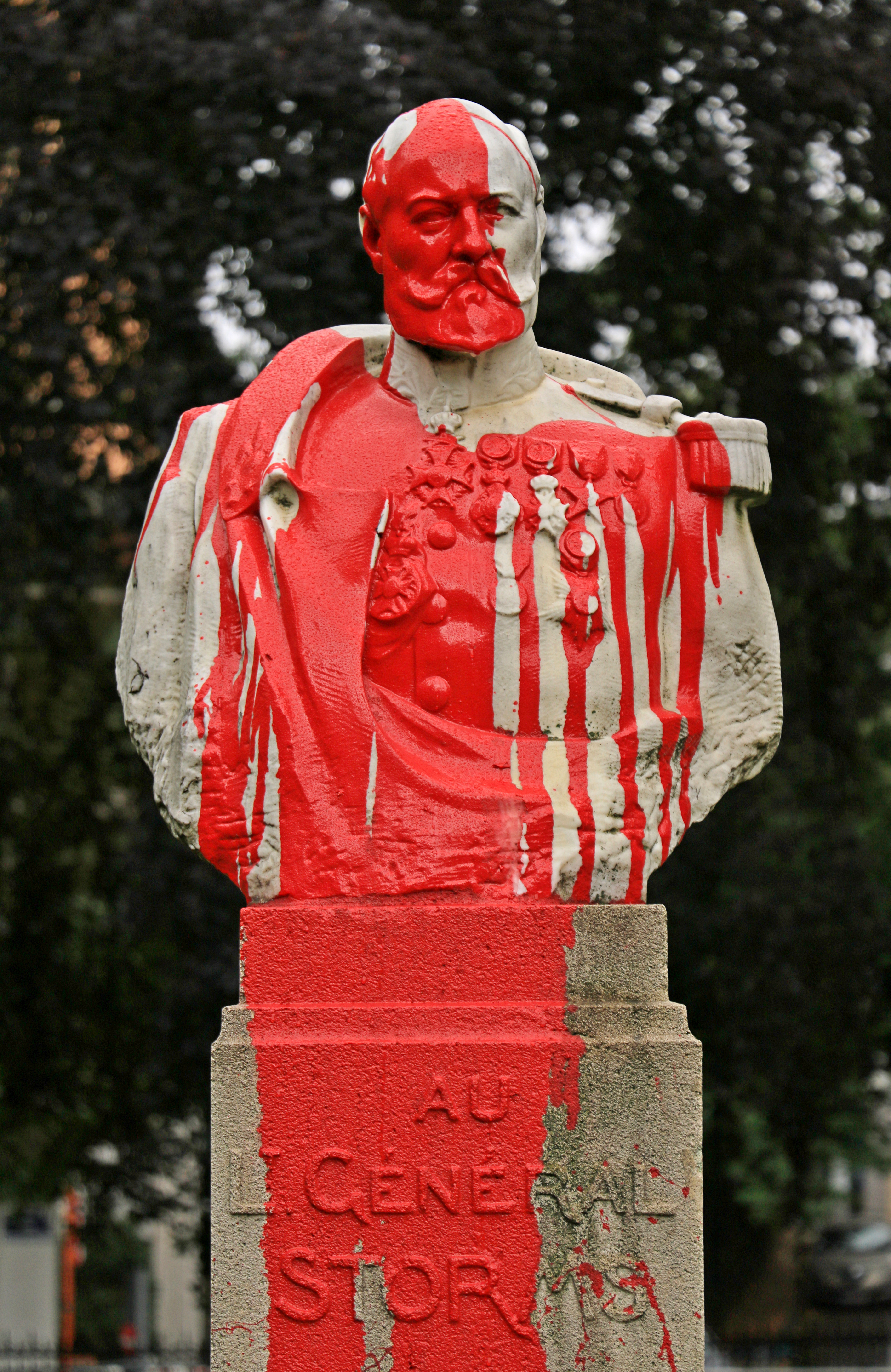